# Warning:
Warning (стилизовано как WARNING:) (с англ. — «предупреждение») — шестой студийный альбом американской рок-группы Green Day, вышедший 3 октября 2000 года на лейбле Reprise Records. Основываясь на своем предшественнике Nimrod (1997), в альбоме нет фирменного звучания группы и включал в себя элементы фолк- и поп-музыки. В лирическом плане альбом содержит более оптимистичные и вдохновляющие темы песен по сравнению с предыдущими релизами группы. Warning также был первым альбомом Green Day со времен Kerplunk (1991), который не был спродюсирован Робом Кавалло, хотя он приложил руку к его записи и был указан как исполнительный продюсер.
Несмотря на неоднозначную критику в адрес изменений стилистики и звучания группы, альбом получил в основном положительные отзывы, которые высоко оценили авторство песен вокалиста и гитариста Билли Джо Армстронга. Хотя он дебютировал на четвёртом месте в чарте Billboard 200, Warning представлял собой самый низкий коммерческий спад в карьере Green Day, став их первым альбомом с момента подписания контракта с крупным лейблом, не достигшим мультиплатинового статуса. Однако утечка альбома в Napster за три недели до его выхода, возможно, была одним из причин его низких продаж. Тем не менее альбом был сертифицирован Американской ассоциации звукозаписывающих компаний как «золотой» и продан тиражом более 1,2 миллиона копий по состоянию на 2012 год. По всему миру было продано 3,5 миллиона копий.

## Предыстория
После перерыва в гастролях в поддержку четвёртого альбома группы Insomniac (1995), Green Day записали более экспериментальный Nimrod (1997). Пластинка, посвящённая более широкому разнообразию жанров, включая фолк, ска и сёрф-рок, включала беспрецедентный акустический хит «Good Riddance (Time of Your Life)». Вокалист и гитарист Билли Джо Армстронг вспоминал, что стилистический отход песни от более ранних работ группы заставил его встревожиться по поводу её выпуска: «Я боялся, что эта песня выйдет… потому что она была такая уязвимая, и это было похоже на то, что в конечном итоге из этого получится? Это было действительно захватывающе, и это, можно сказать, зажгло в нас, как в авторов песен, больше искр, чтобы развивать это».
Группа отправилась в музыкальное турне для продвижения Nimrod, которое в основном включало более интимные шоу с аудиторией от 1500 до 3000 человек. К концу тура группа заметила, что её аудитория эволюционировала. Панк-рок больше не был популярен в мейнстриме, поскольку такие ню-метал-группы, как Korn, Limp Bizkit и Kid Rock были успешны. По словам владельца студии 880 Джона Лукаси, группа „определенно находилась на очень большом перекрёстке“.

## Запись

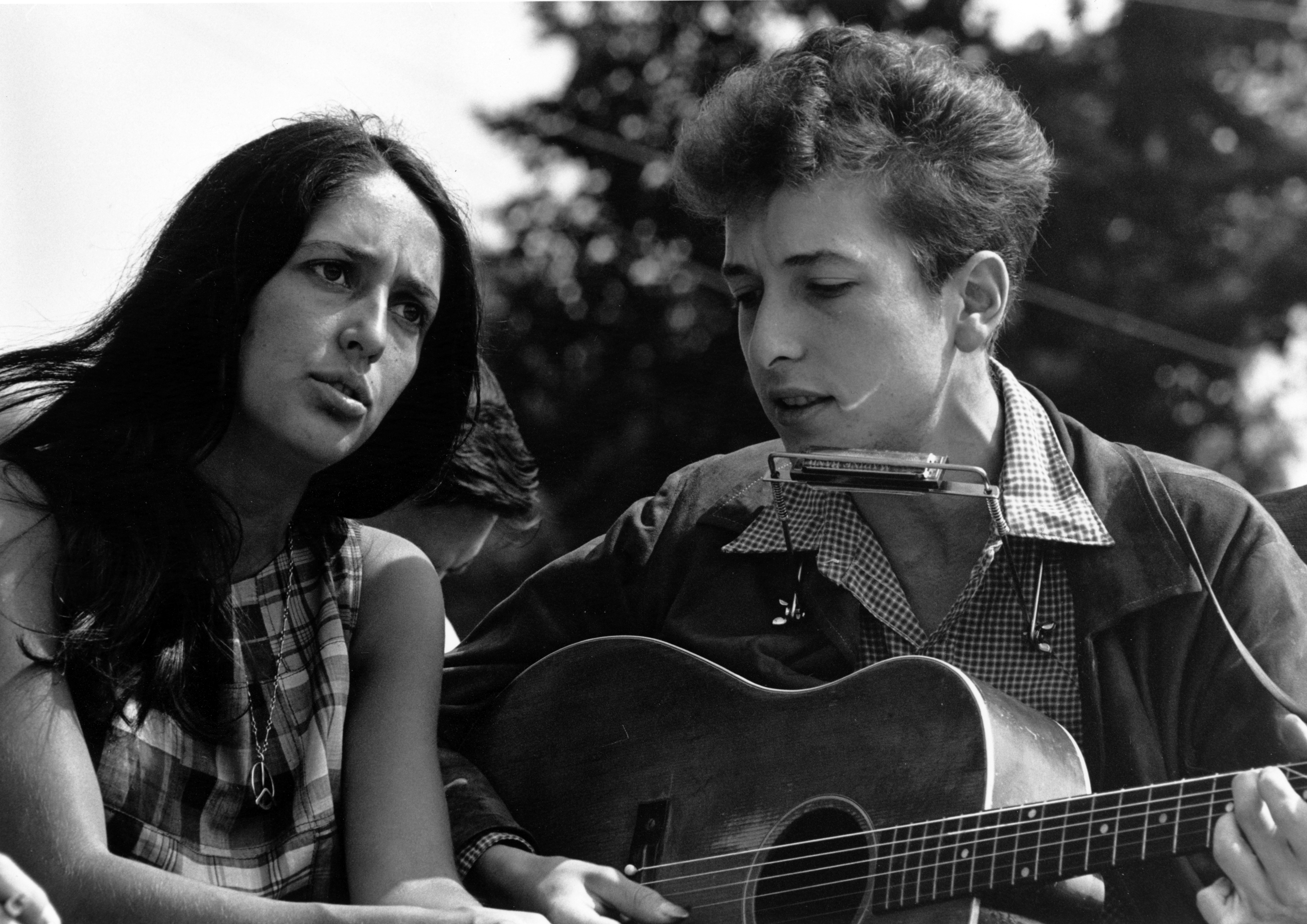
Музыка Боба Дилана (справа) оказала большое влияние на группу во время записи Warning.

Для записи альбома, Green Day изначально решили работать с другим продюсером, а не с Робом Кавалло, который спродюсировал предыдущие три пластинки группы. Группа выбрала Скотта Литта, который ранее работал с Nirvana и R.E.M.. Однако у группы были разногласия с Литтом по поводу музыкального направления альбома; вокалист и гитарист Билли Джо Армстронг вспоминал: «Мы просто не сработались. Он был действительно крут, но у нас не было такого подхода для конкретного дела». Впоследствии группа продолжила сотрудничать с Кавалло, но на этот раз группа взяла на себя большую часть работы над производством альбома, а Кавалло присутствовал в качестве исполнительного продюсера. Во время производства альбома Армстронг неоднократно слушал пластинку Боба Дилана 1965 года Bringing It All Back Home, которая оказала большое влияние как на музыкальные эксперименты Warning, так и на социально сознательные тексты песен. Группа начала работу над альбомом за два года до того, как приступила к записи в студии 1 апреля 2000 года. В течение этого периода участники группы встречались пять дней в неделю, чтобы писать новые песни и репетировать старые, и Тре Кул вспоминал: «Мы практиковались и писали песни, и играли их, и играли их, и писали новые песни, и играли их, и играли их… Люди думают, что мы на Гавайях развлекаемся и всё такое, но мы в Окленде играем наши треки». Альбом был записан на студии 880 в Окленде. Кул отметил о рабочей этике группы в студии: «Мы на самом деле не спринтеры. Мы работаем в том же темпе, но это довольно быстрый темп для записи. Мы быстрее, чем все остальные группы, и это довольно значительно. Вот что я хотел сказать». С этой записью группа стремилась составить солидный треклист, где „каждая песня могла бы быть её собственным альбомом“. Группа также позаботилась о том, чтобы каждая песня была „хорошо продумана и хорошо знала своё место“ в трек-листе альбома.

## Музыка и тексты
Для записи Warning группа использовала акустическую гитару и стремилась к более экспериментальному звучанию. Заглавный трек, который наделён звучанием акустики, имеет басовый рифф, похожий на песню «Picture Book» группы The Kinks.

## Об альбоме
Несмотря на смешанную критику по поводу смены стиля, альбом получил хорошие отзывы от музыкальных критиков. Хотя он и дошёл до четвёртой строчки чарта Billboard 200, Warning представлял собой самый большой коммерческий спад в карьере группы и стал первым альбомом Green Day со времени подписания контракта с мейджор-лейблом, не получившим мультиплатинового статуса вскоре после релиза. Тем не менее к августу 2006 года было продано 3,2 миллиона копий Warning в США и более 5 миллионов по всему миру. Warning был переиздан на виниле 14 июля 2009 года.

## Список композиций
Все тексты написаны Билли Джо Армстронгом, кроме отмеченных, вся музыка написана Green Day.
| №                   | Название                            | Длительность |
| ------------------- | ----------------------------------- | ------------ |
| 1.                  | «Warning»                           | 3:42         |
| 2.                  | «Blood, Sex and Booze»              | 3:33         |
| 3.                  | «Church on Sunday»                  | 3:18         |
| 4.                  | «Fashion Victim»                    | 2:48         |
| 5.                  | «Castaway»                          | 3:52         |
| 6.                  | «Misery» (слова написаны Green Day) | 5:05         |
| 7.                  | «Deadbeat Holiday»                  | 3:35         |
| 8.                  | «Hold On»                           | 2:56         |
| 9.                  | «Jackass»                           | 2:43         |
| 10.                 | «Waiting»                           | 3:13         |
| 11.                 | «Minority»                          | 2:49         |
| 12.                 | «Macy's Day Parade»                 | 3:34         |
| Общая длительность: | Общая длительность:                 | 41:14        |

| №   | Название            | Длительность |
| --- | ------------------- | ------------ |
| 13. | «86» (Live в Праге) | 3:01         |

| №   | Название               | Длительность |
| --- | ---------------------- | ------------ |
| 13. | «Brat» (Live в Японии) | 1:42         |
| 14. | «86» (Live в Праге)    | 3:01         |

### Треки, не вошедшие в альбом
| Название                               | Длина | Выпуск(и)                                                                                             |
| -------------------------------------- | ----- | --- |
| «Maria»                                | 2:27  | Оригинальная версия; выпущена как бисайд к Waiting; перезаписана для International Superhits! в 2001. |
| «Don’t Want to Know If You Are Lonely» | 3:05  | Оригинальный исполнитель — группа Hüsker Dü; выпущена как бисайд к Warning.                           |
| «Outsider»                             | 2:17  | Оригинальный исполнитель — группа Ramones; выпущена как бисайд к Warning.                             |
| «Scumbag»                              | 1:46  | Выпущена как бисайд к Warning.                                                                        |

## Участники записи
| Green Day - Билли Джо Армстронг — главный вокал, гитара, губная гармоника, мандолина - Майк Дёрнт — бас-гитара, бэк-вокал, синтезатор на Misery - Тре Кул — барабаны, ударные инструменты, аккордеон Дополнительные музыканты - Стивен Брэдли — валторна - Гэри Мик — саксофон - Джеймс Крипис — вибраслэп - Дэвид Кэмпбэлл — струнные инструменты | - Green Day — продюсеры - Роб Кавалло — исполнительный продюсер - Джек Джозеф Биг — сведение - Кен Аллардайс — звукорежиссёр - Тон; Ричард Эш — дополнительные звукорежиссёры - Тал Хесбурдж — оператор G3 - Тен Дженсен — мастеринг - Марина Чейвз — фотография - Крис Билхеймер — дополнительная фотография, творческое управление |